# Кордильєра-де-ла-Рамада
Кордильє́ра-де-ла-Рама́да (ісп. Cordillera de la Ramada) — гірський хребет, розташований приблизно за 80 км на захід від міста Барреаль в межах провінції Сан-Хуан, Аргентина. Найвища гора хребта, Мерседаріо, має висоту 6770 м, друга, Рамада-Норте — 6500 м. Хребет складається з 5 вершин висотою понад 6000 м та трьох нижчих вершин, всі з яких розташовані в районі долини річки Колорадо.